# Plans neige
Les plans neige sont un ensemble de plans décidés de 1964 à 1977 en France. Mettant en œuvre les principes de la doctrine neige, le but est de créer et d'aménager des stations de sports d'hiver de haute montagne. Le premier plan neige, décidé en 1964, devait « déterminer un concept de stations d'altitude très fonctionnelles, au service du ski, fondées sur un urbanisme vertical, initier un partenariat unique auprès des collectivités et faire émerger une nouvelle génération de stations très performantes susceptibles d'attirer les devises étrangères ». Il était en effet lancé dans un contexte où l'essor du ski se heurtait à la possibilité de l'absence de neige en moyenne montagne. Il comportait des mesures comme l'octroi de prêts à taux d'intérêt réduits ou l'expropriation des habitants des lieux des futures stations. La première vague de stations concernées comprenait Flaine, Les Arcs, Tignes, SuperDévoluy, Avoriaz. En 1977, lors du discours de Vallouise, le président de la République, Valéry Giscard d'Estaing, met fin aux plans neige au profit d'un tourisme plus « respectueux des sites et des paysages ». De 1964 à 1977 en France, les plans neige successifs aboutissent à la construction de 150 000 lits (au lieu d'un objectif initial de 350 000) répartis dans plus de 23 stations nouvelles et 20 stations anciennes.

## Contexte et stations de «première et deuxième génération»

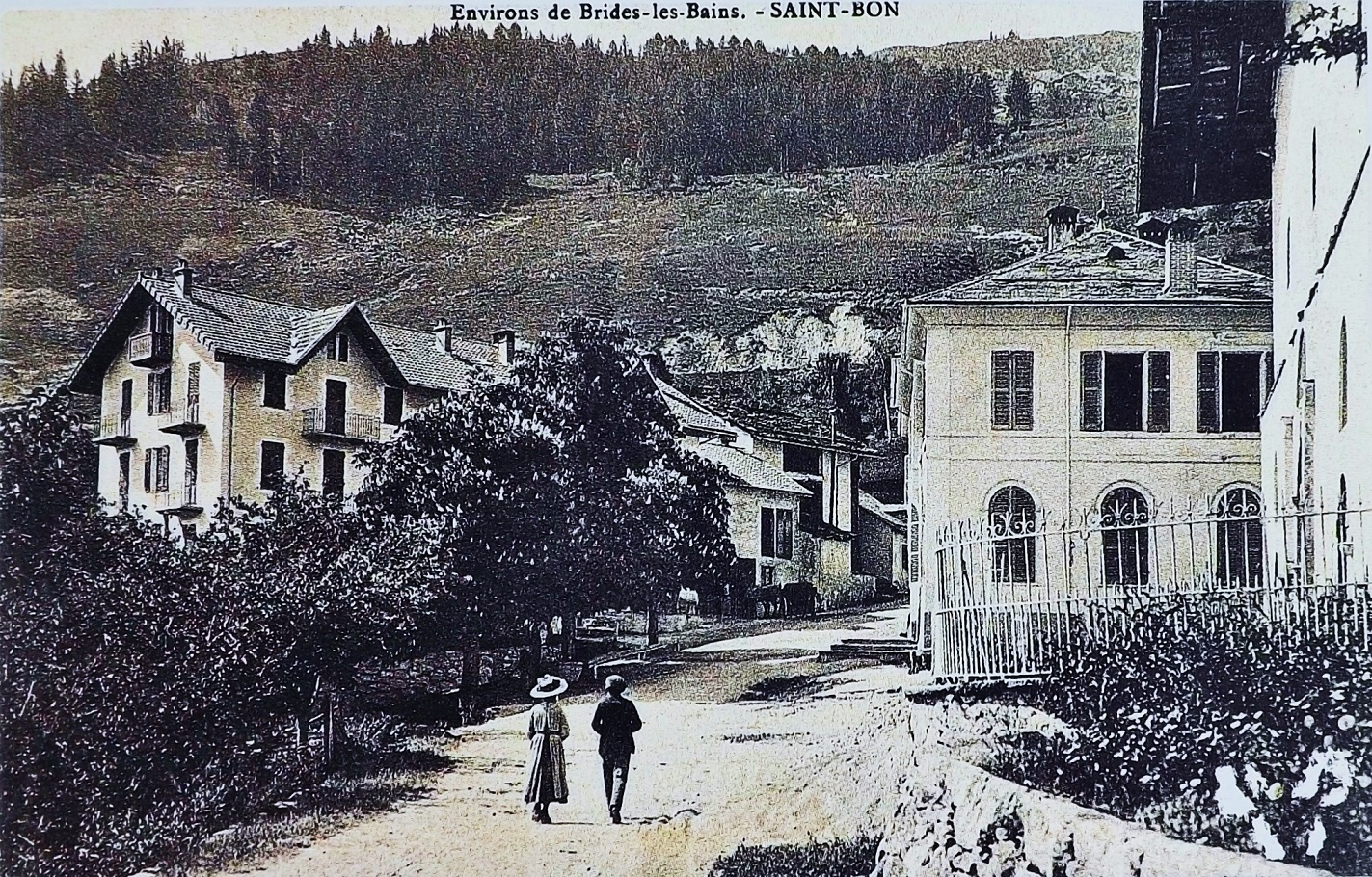
Courchevel en 1911. Le village ne possède que quelques maisons qui seront rasées pour la construction de la station d'hiver.

Ce projet Neige est tout d'abord intimement lié à l'implantation du ski en France et notamment dans les Alpes françaises et les Pyrénées. Après la création du Ski Club français en 1878, les Français aisés se rendent plus régulièrement à la montagne, notamment grâce à l'ouverture de certaines écoles de ski. Les Jeux olympiques d'hiver de 1924 qui se déroulent à Chamonix mettent en lumière la nouvelle activité hivernale. Cependant, les infrastructures de ces petits villages, communément appelés « villages-stations » par les historiens sont associés aux « stations de première génération ». Elles sont plutôt rustiques, peu confortables avec peu de pistes et de remontées mécaniques. C'est pourquoi, à cette même époque, les touristes délaissent peu à peu ces villages-stations au profit des stations pyrénéennes plus confortables et possédant une capacité hôtelière plus importante comme Eaux-Bonnes et Cauterets.
À échelle locale, certaines petites stations vont faire des aménagements, comme l'installation d'une ligne de chemin de fer à Bagnères-de-Luchon ou encore la construction de nouveaux chalets pour attirer des skieurs par exemple. Cependant, un problème persiste : la réflexion urbanistique. Ces petits villages n'ont jamais été pensés pour devenir des stations de ski et ne sont pas du tout adaptés, ils manquent d'hôtels, de boutiques et même de remontées mécaniques... Les travaux sont trop onéreux pour ces petites communes qui n'ont donc pas la capacité d'accueillir les touristes les plus fortunés. Pour faire face à la demande, l'architecte français Henry Jacques Le Même développe en 1926 le « chalet du skieur ». Ces chalets, luxueux et modernes, séduisent les skieurs fortunés et font venir une nouvelles clientèle dans les stations.
L'État français commence à voir dans le tourisme hivernal dans les massifs montagneux une opportunité de créer une nouvelle économie dans ces territoires assez pauvres et rustiques. En 1946, le département de la Savoie entre dans le nouvel âge des stations avec l'invention de la « station en site vierge » aussi nommée « station de deuxième génération » . La première se nomme Courchevel. Moderne et pratique, elle devient un point fort de l'économie du département. C'est avec cet essai concluant que commencent officieusement les plans neige. C’est cet essai fructueux et le nombre croissant de touristes qui encouragent les promoteurs à proposer aux communes alpines des projets d’aménagement. L'État accompagne ces démarches, parallèlement au développement des stations balnéaires de la côte languedocienne. C'est en 1958 qu'est annoncée l'ordonnance (no 58-997) qui est procédure de « déclaration d'utilité publique », permettant aux communes de montagne de demander l'expropriation de certains terrains pour que des acteurs privés puissent s'y installer.

## Lancement des plans neige
Après sa nomination comme Premier ministre en 1962 et en pleine période des Trente Glorieuses, Georges Pompidou entame de grands travaux de politique d'aménagement du territoire, dont ceux des plans neige, aidé par la Délégation interministérielle à l'aménagement du territoire et à l'attractivité régionale (DATAR) créé en 1963. Maurice Michaud, ingénieur des ponts et chaussées et homme de main Pompidou pour la réalisation de ce projet faramineux, forme et prend la direction en août 1964 de la Commission interministérielle d’aménagement de la montagne (CIAM), devenue en 1970 le Service d’étude et d’aménagement touristique de la montagne (SEATM),,. Créée spécialement pour le projet, cette commission lance des appels à projet pour la construction et la modernisation des stations de ski françaises dans un contrat de promoteur aménageur. L'entreprise voulant construire ces lotissements et le domaine skiable doit à la fois acheter le terrain et bâtir les immeubles et faire aménager les pistes et les remontées mécaniques. Certains entrepreneurs se portent tout de suite candidats, comme Roger Godino qui finit par construire la station des Arcs en Savoie. Le lancement de ces plans est particulier du fait qu'aucune planification du nombre de stations modernisée n'est réalisé. Ce chiffre doit dépendre du nombre de promoteurs acceptés pour la construction ou le réaménagement des stations.
Les oppositions des municipalités à céder leurs terrains restent faibles, et certaines villes les plus sceptiques au projet finissent par céder sous la pression politique.

### Objectifs et enjeux du projet
« Le plan neige doit déterminer un concept de stations d’altitude très fonctionnelles, au service du ski, fondées sur un urbanisme vertical, initier un partenariat unique auprès des collectivités et faire émerger une nouvelle génération de stations très performantes susceptibles d’attirer les devises étrangères. »

— Commission interministérielle d’aménagement de la montagne

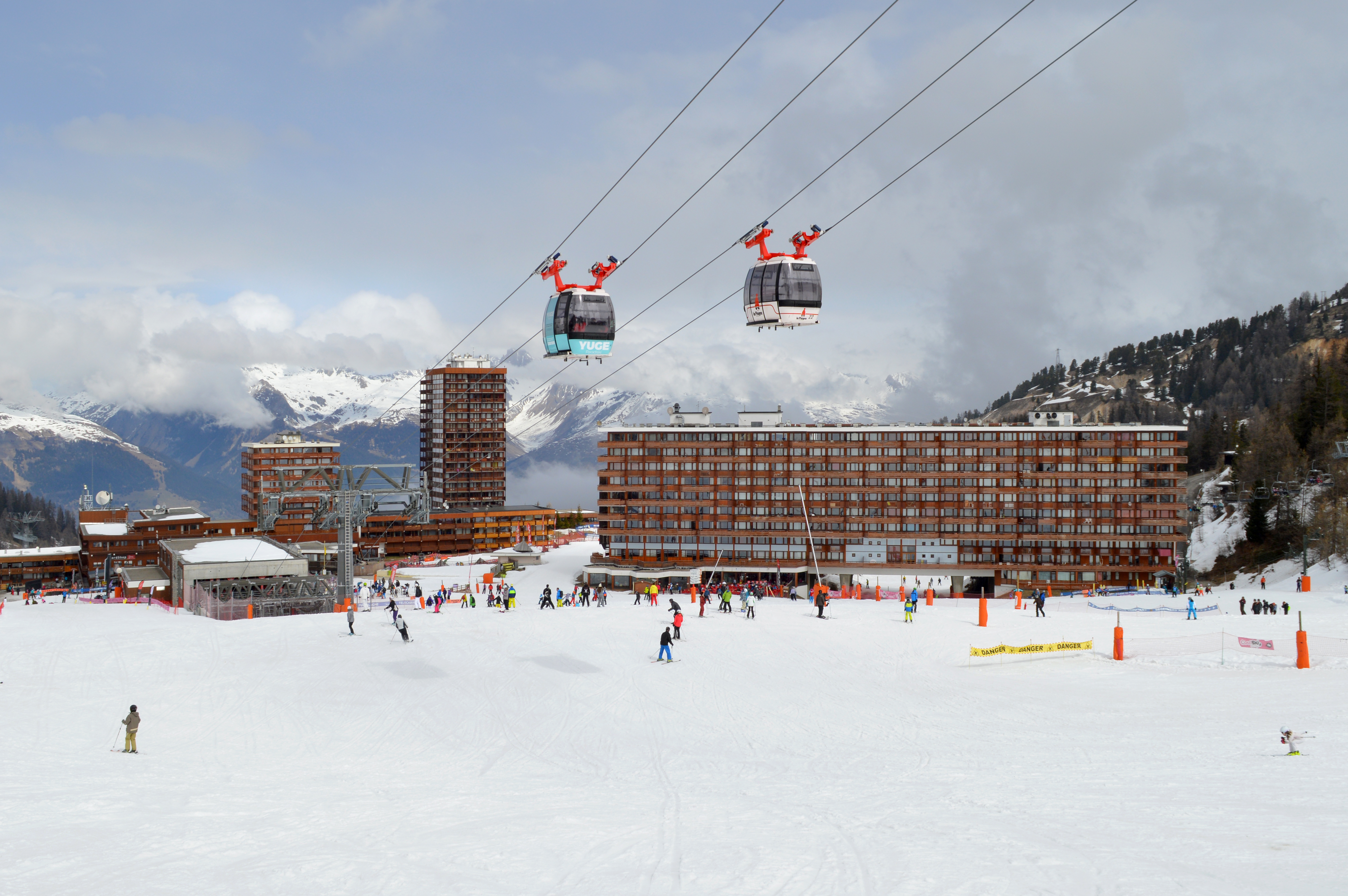
Plagne Centre, qui ouvre en 1961, fait partie des constructions des plans neige. On y retrouve l'architecture typique avec de grosses barres d'immeubles en béton.

L'objectif des plans neige était quelque peu différent du résultat présent quelques années plus tard. Cependant, il y avait de nombreux objectifs et attentes vis-à-vis de ce nouveau grand chantier français. Les enjeux sont à la fois économiques, politiques et sportifs.
Tout d'abord, un chantier long de quinze ans de 1964 à 1977 avec 350 000 lits d'hôtels et d'immeubles envisagés, la création de 23 nouvelles stations de ski, des villes nouvelles et stations intégrées, plus modestes et moins luxueuses pour un sport moins élitiste. La rénovation du parc déjà existant est prévue pour une vingtaine de stations sur la liste. La France est à l'époque au plus au pic de l'exode rural et le but est aussi de redynamiser la montagne avec ces nouvelles constructions.
Un enjeu sportif est aussi bien présent dans les envies de Georges Pompidou pour que la France devienne une grande destination du tourisme hivernal. La création d'une réelle filière de sports d'hiver en France est importante pour la préparation à l'accueil de nouveaux Jeux d'hivers, ceux de 1968 à Grenoble.

#### Principales stations à construire
- Avoriaz
- Flaine
- Isola 2000
- La Joue du Loup
- La Plagne
- Le Corbier
- Les Aillons-Margériaz
- Les Arcs
- Les Karellis
- Les Menuires
- Les Orres
- Les 7 Laux
- Méribel
- Orcières Merlette 1850
- Sainte-Foy-Tarentaise
- Station de Saint-Jean-Montclar
- SuperDévoluy
- Termignon
- Tignes
- Valmorel
- Val-Thorens

#### Principales stations à rénover
- Crest-Voland Cohennoz
- La Mongie
- Les Saisies
- Orcières Merlette 1850
- Saint-François-Longchamp
- Val-d'Isère

Exemples de stations de sports d'hiver en Savoie
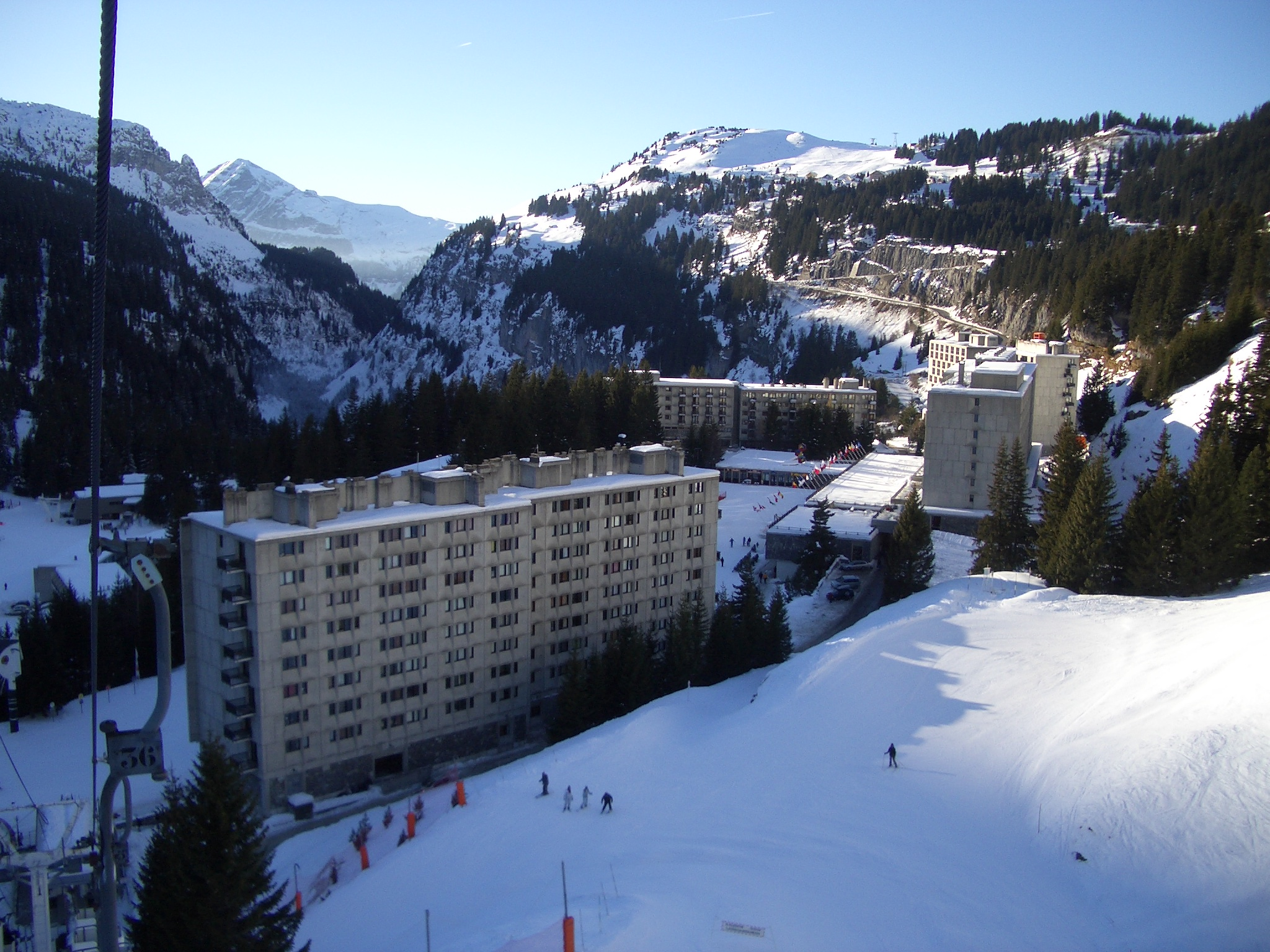
La station de Flaine.
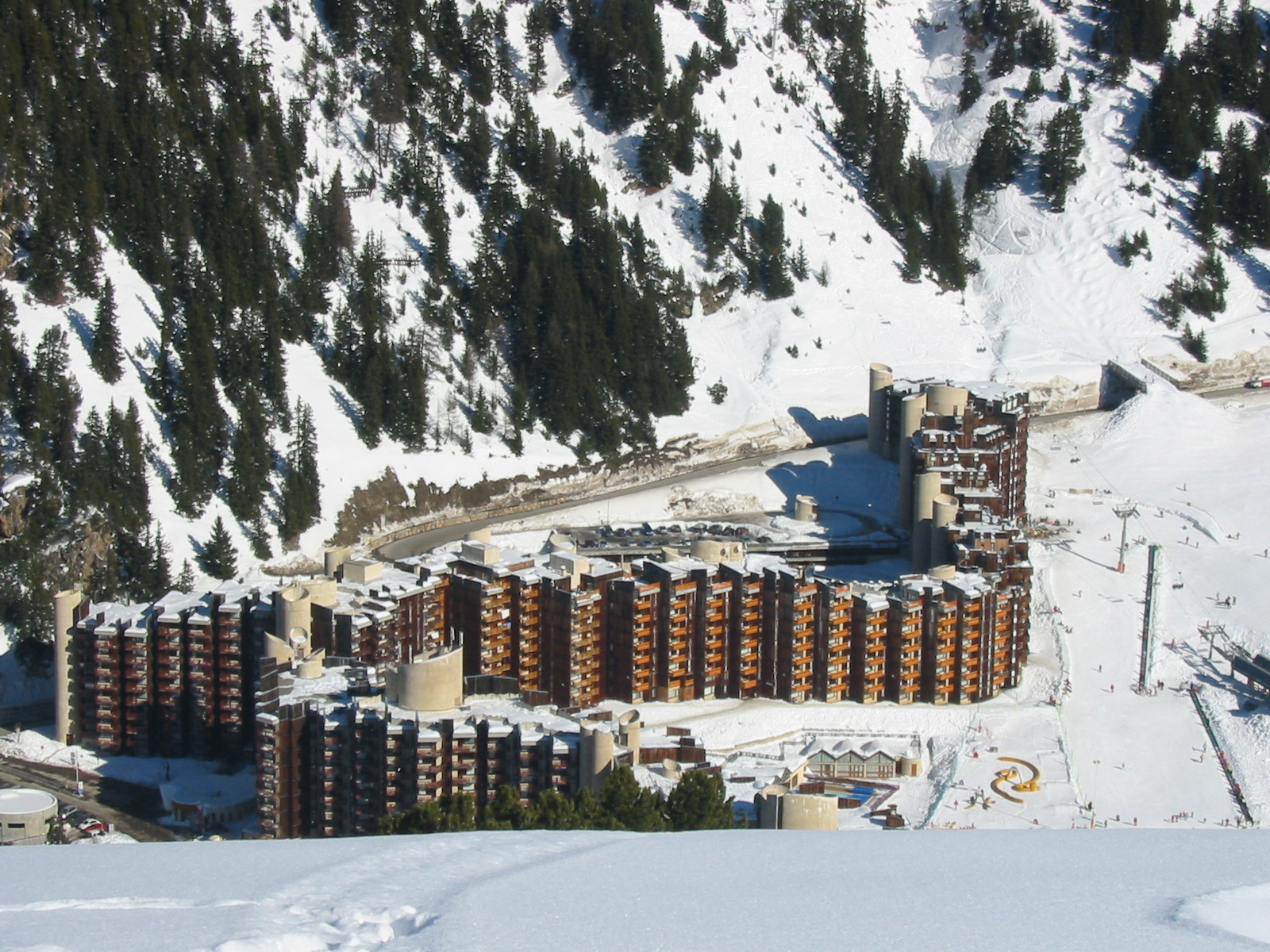
Le village de la Plagne Bellecôte, La Plagne.
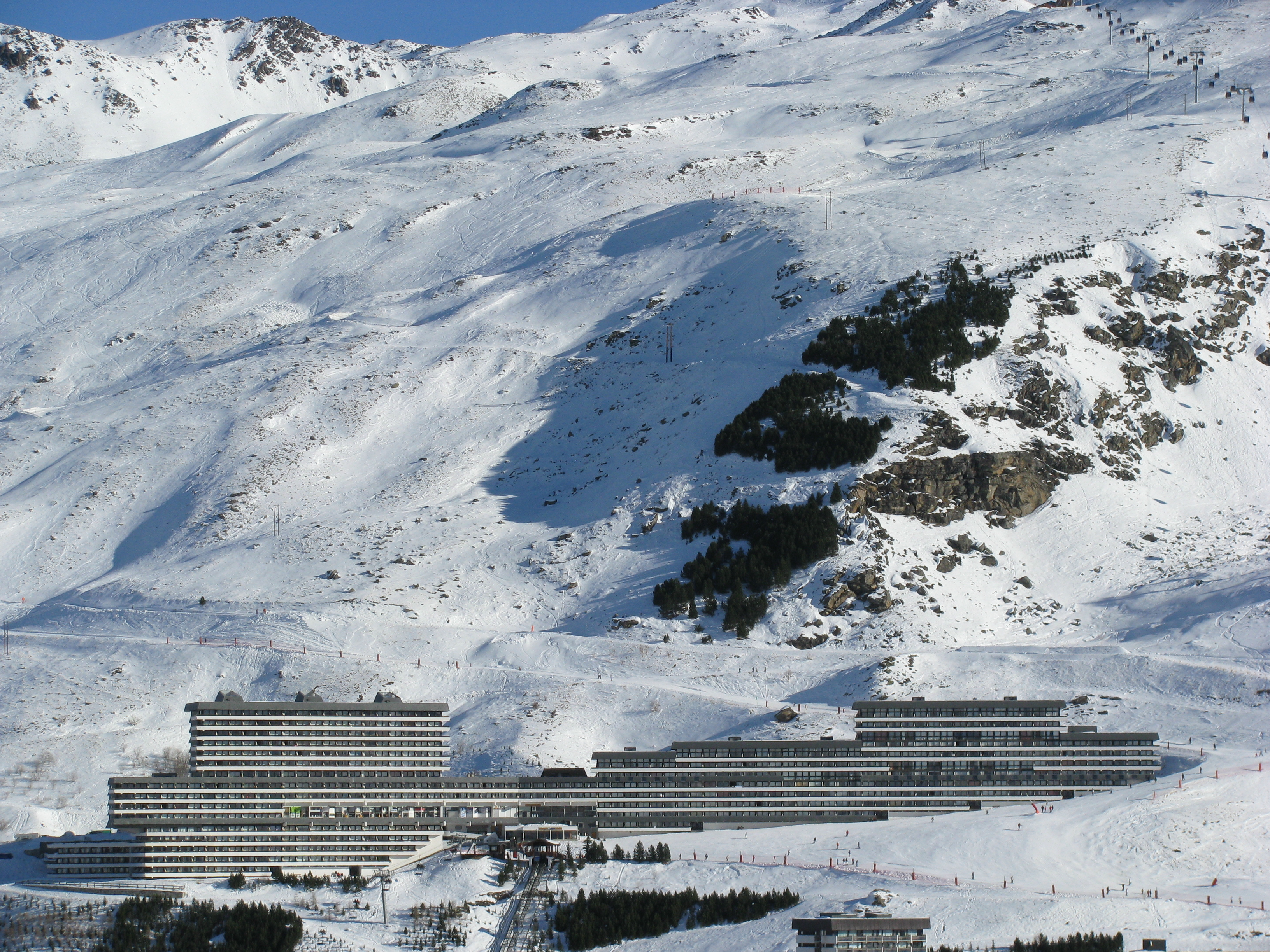
L'immeuble Brelin, Les Menuires.
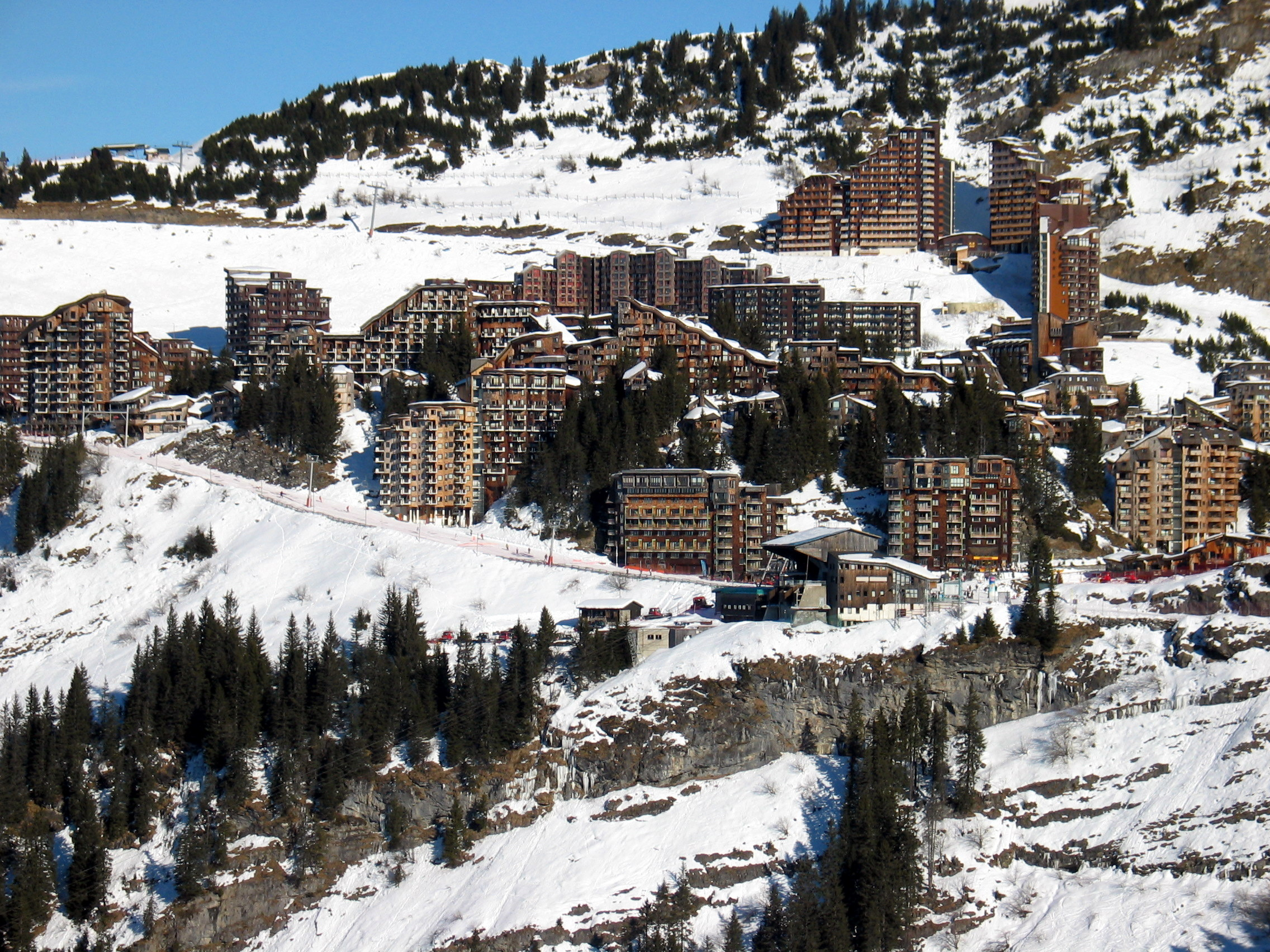
La station d'Avoriaz.

### 1965: lancement des travaux et stations de «troisième génération»

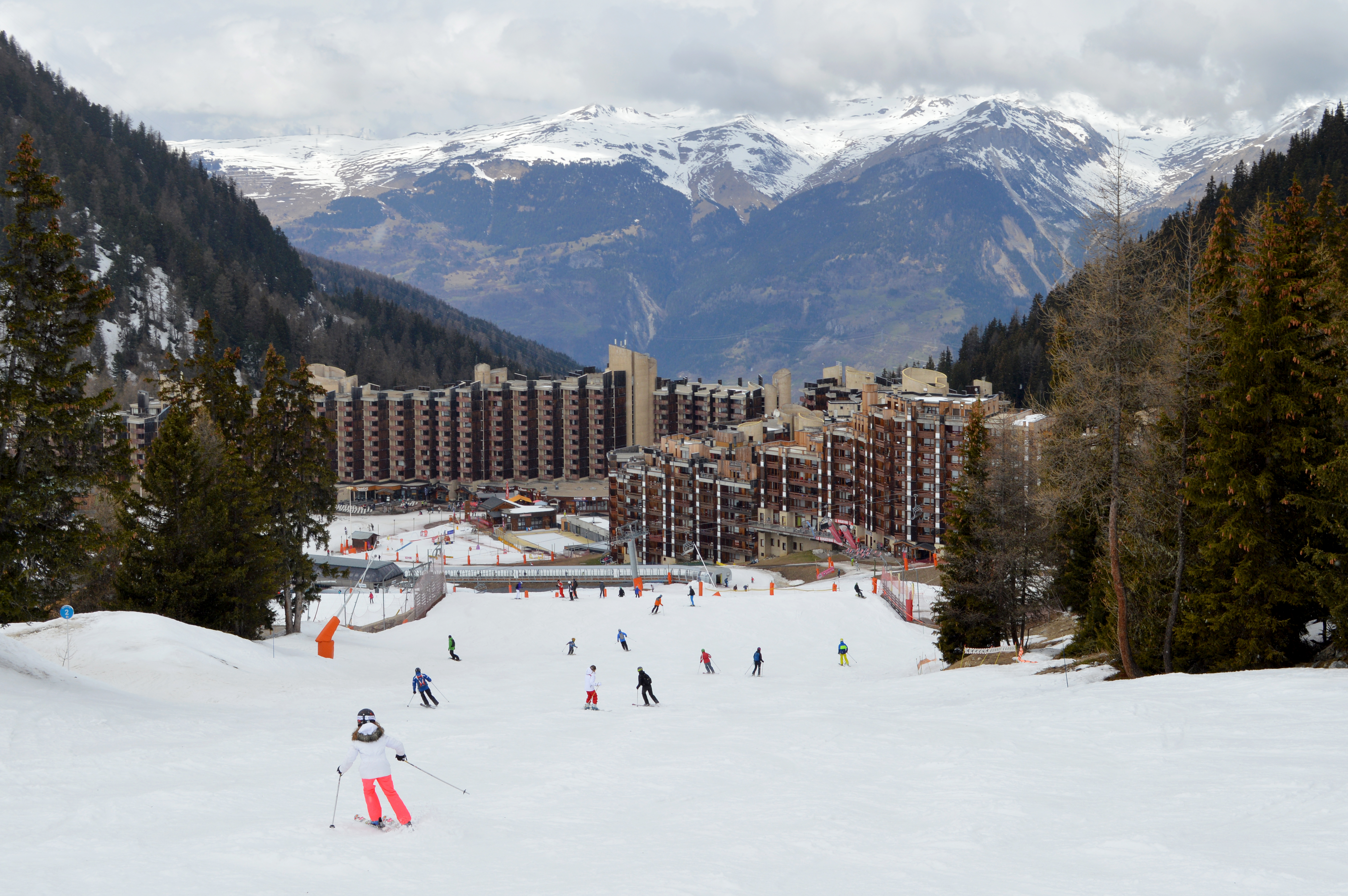
La Plagne Bellecôte. Le principe des habitations au pied des pistes. Les skieurs descendent la piste et se rendent au pied des immeubles.

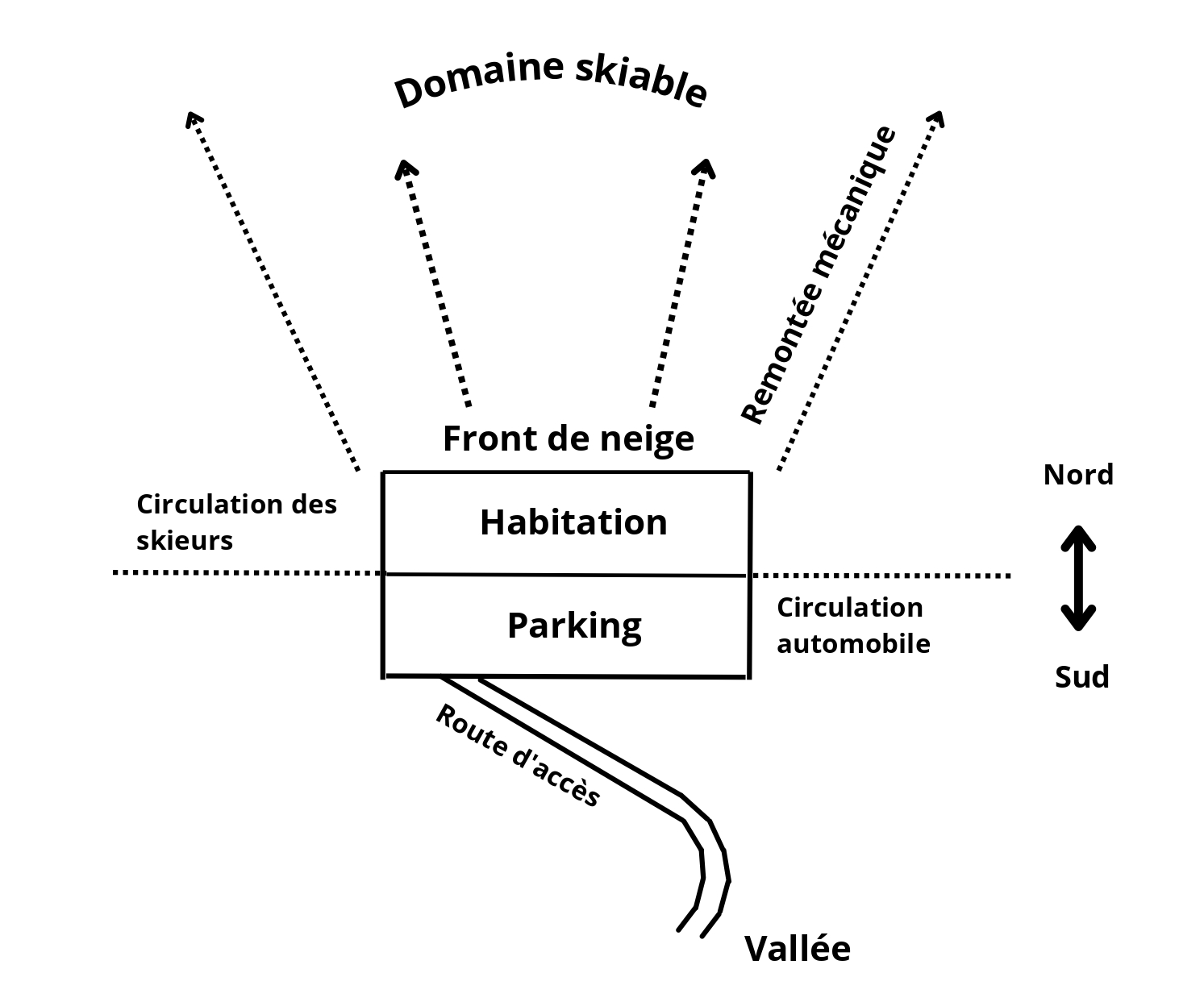
Schéma typique de l'aménagement de ces stations dites de « troisième génération ».

À partir de début 1965, les travaux commencent. L'État avait demandé une certaine cohérence architecturale entre chaque station, cependant ce n'était pas vraiment du goût des promoteurs. C'est pourquoi un faible nombre d'architectes sont acceptés pour dessiner les stations. Marcel Breuer est retenu pour Flaine, l’Atelier d'architecture en montagne et l'architecte Charlotte Perriand pour les Arcs, Jacques Labro pour la station d'Avoriaz et Michel Bezançon pour La Plagne.
En même temps, une nouvelle façon de bâtir ces stations voit le jour prônant une adaptation à la géographie du lieu . Les habitations de haute altitude doivent répondre à des critères précis, à la fois robustes pour pouvoir lutter face au vent, mais aussi avec un confort permettant d'accueillir des locaux à ski dans l'immeuble. Ces nouvelles stations sont totalement réorganisées sous forme d'un « amphithéâtre » reprenant les codes urbanistiques du « zoning », terme utilisé par les architectes. Au niveau de la scène de celui-ci, un grand parking positionné en flanc de montagne. Dans les premiers rangs, des grands ensembles avec au rez-de-chaussée des boutiques et des cafés ; dans les rangs du fond, le domaine skiable. Cette nouvelle organisation permet aux skieurs de chausser les skis dans leur immeuble au pied des pistes dans une station intégrée. La voiture n'est plus nécessaire, car tous les commerces sont à proximité. Cela permet aussi une vision agréable depuis les immeubles, à la fois sur le flanc de la montagne, mais aussi du côté opposé le front de neige, sur l'arrivée des pistes et le départ des remontées mécaniques.

## Début des critiques et fin des plans

### Prise de conscience écologique et critiques du projet
Une prise de conscience écologique apparaît en France au début des années 1970. Certains journalistes dénoncent ces pratiques de constructions à outrance dans ces montagnes, nommées par les opposants à ces plans les « usines à ski ». Deux principaux livres en sortent : La montagne colonisée de Bruno Cognat en 1973 ainsi que La neige empoisonnée de la journaliste Danielle Arnaud en 1975, mettant ce sujet au cœur des débats.
À une échelle plus locale, certains projets, bien que programmés, ne voient pas le jour. C'est le cas de la station de SuperCervières imaginée dès 1961 pour être conçue à Cervières. Le projet rencontre une forte opposition nationale avec une pétition réunissant 19 000 signatures. En 1977, le projet avorta sous la pression médiatique ainsi que celle des élus locaux. Ce phénomène de contestation se répète sur d'autres sites comme à Val Thorens et le déploiement du ski sur glaciers qui attire de nombreuses critiques en matière environnementale. Ces changements de mentalité se traduisent par la mise en place des stations dites de « quatrième génération » qui sont un aveu de fin de ces aménagements immodérés.

### 1975: les stations villages dites de «quatrième génération»

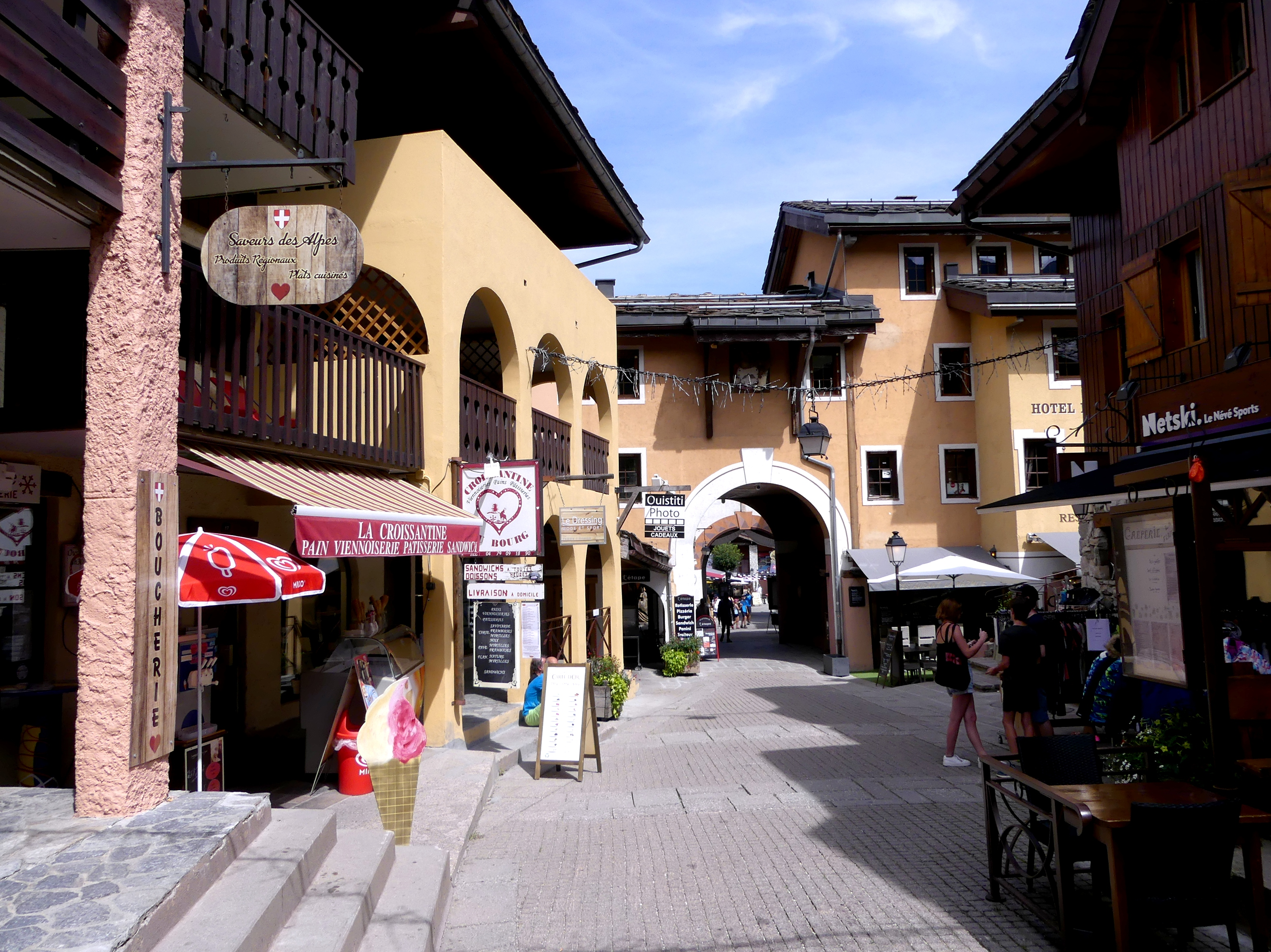
Rue piétonne de Valmorel refermée sur elle-même entre deux fronts bâtis continus par les hameaux de la station.

En réponse aux critiques montantes dans l'opinion public quant à la création des stations de « troisième génération », un nouveau type de station appararaît dès 1975 : les stations villages. Le projet intervient comme une rupture voire un désaveau de la politique des plans neige. Le modèle du village réapparaît comme celui des stations de première et deuxième générations, bien que ces stations soient uniquement artificelles, construites à partir de terrains vierges. Valmorel, inaugurée en 1976, est la principale réalisation des stations de cette génération. Ces villages reprennent les codes des villégiatures du XIXe siècle avec de multiples hameaux encerclés par des voies piétonnes.
En parallèle, pour renforcer toujours plus la saison estivale, la quasi-obligation des locations de biens dans les stations est renforcé par les promoteurs. L'objectif est de fidéliser la clientèle pour s'assurer des revenus pérennes chaque année. Ces stations s'entremêlent avec les locaux qui sont la clé du projet permettant d'entretenir la station tout au long de l'année pour la saison hivernale.

### Discours de Vallouise

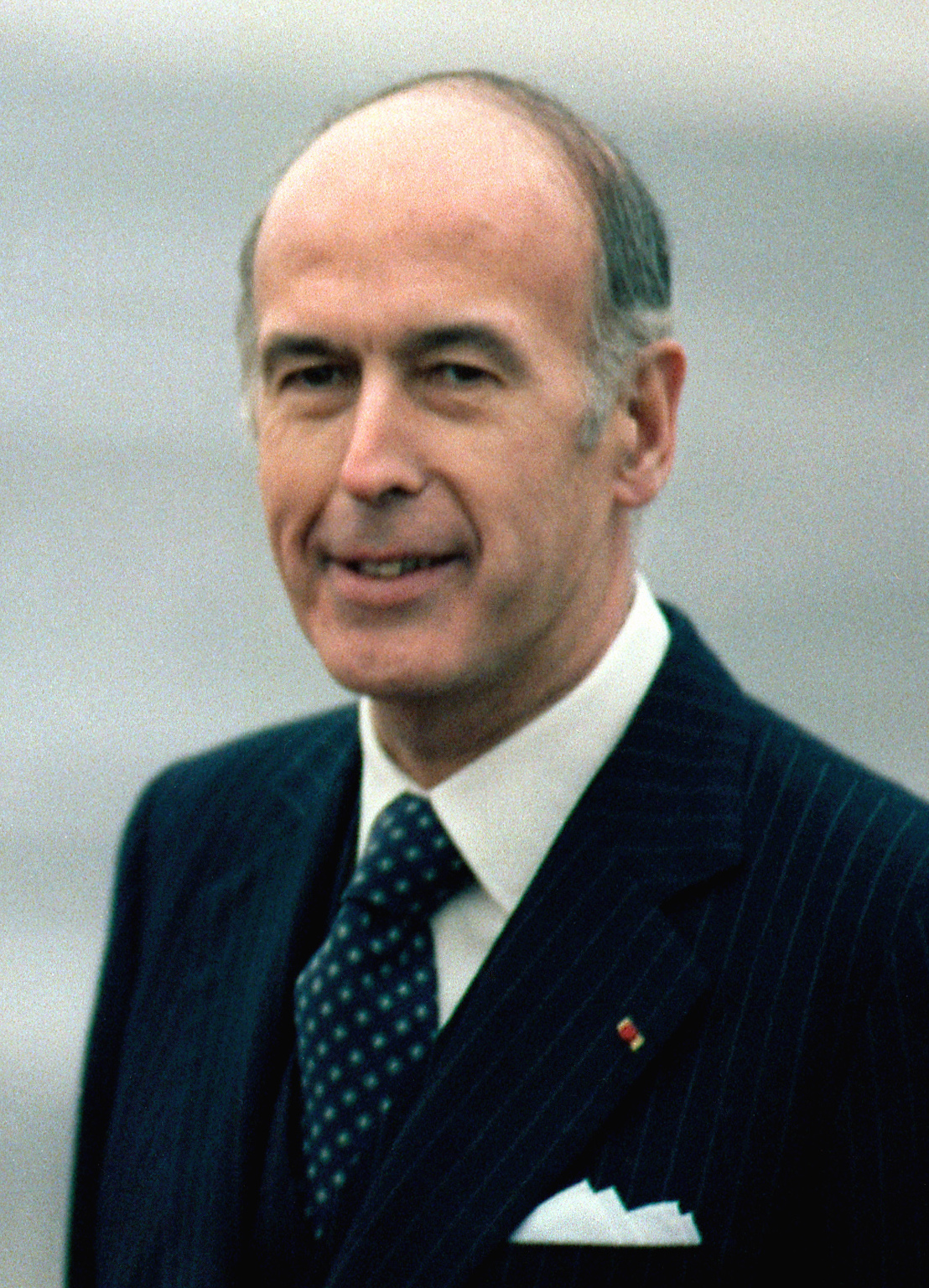
Valéry Giscard d'Estaing en 1978, un an après le discours de Vallouise.

Le discours de Vallouise est considéré comme un tournant en matière de politique environnementale pour l'époque. Le discours est prononcé le 23 août 1977 à Vallouise, aux portes du parc national des Écrins, dans les Alpes françaises, par le président en fonction, Valéry Giscard d'Estaing. Celui-ci annonce la création de la « Directive montagne », l'arrêt des plans neiges et la protection de la montagne passant par la création de plusieurs parcs.
Giscard d'Estaing déclare : « Trop de résidences secondaires s’éparpillent au gré des ventes de terres agricoles. Trop de stations de ski furent implantées sans tenir compte suffisamment des populations locales et des contraintes de l’environnement. L’effort de l’État portera dorénavant sur un tourisme intégré à d’autres activités, accessible au plus grand nombre, respectueux des sites et des paysages. »
Désormais, une commune est reconnue montagnarde si elle connaît « une limitation des possibilités d’utilisation de la terre en fonction des conditions climatiques ». Les procédures de création de nouvelles stations de ski (unités touristiques nouvelles) interdisent les sites vierges en haute montagne et le long des rivages lacustres.